# Crécy-sur-Serre (tổng)
Tổng Crécy-sur-Serre là một tổng ở tỉnh Aisne trong vùng Hauts-de-France.

## Địa lý
Tổng này được tổ chức xung quanh Crécy-sur-Serre thuộc quận Laon. Độ cao thay đổi từ 52 m (Nouvion-et-Catillon) đến 142 m (Bois-lès-Pargny) với độ cao trung bình 74 m.

## Hành chính
| Giai đoạn | Ủy viên        | Đảng | Tư cách                        |
| --------- | -------------- | ---- | ------------------------------ |
| 2008-2014 | Bernard Ronsin | DVD  | Thị trưởng của Crécy-sur-Serre |
| 2001-2008 | Bernard Ronsin | DVD  | Thị trưởng của Crécy-sur-Serre |
| 1994-2001 | Marcel Vivès   | PS   | Thị trưởng                     |
| 1988-1994 | Marcel Vivès   | PS   | Thị trưởng                     |

## Các đơn vị cấp dưới
Tổng Crécy-sur-Serre gồm 19 xã với dân số là 7 757 habitants (recensement de 1999 sans doubles comptes).
| Xã                     | Dân số | Mã bưu chính | Mã insee |
| ---------------------- | ------ | ------------ | -------- |
| Assis-sur-Serre        | 266    | 02270        | 02027    |
| Barenton-Bugny         | 533    | 02000        | 02046    |
| Barenton-Cel           | 133    | 02000        | 02047    |
| Barenton-sur-Serre     | 109    | 02270        | 02048    |
| Bois-lès-Pargny        | 172    | 02270        | 02096    |
| Chalandry              | 222    | 02270        | 02156    |
| Chéry-lès-Pouilly      | 645    | 02000        | 02180    |
| Couvron-et-Aumencourt  | 1 015  | 02270        | 02231    |
| Crécy-sur-Serre        | 1 550  | 02270        | 02237    |
| Dercy                  | 399    | 02270        | 02261    |
| Mesbrecourt-Richecourt | 289    | 02270        | 02480    |
| Montigny-sur-Crécy     | 312    | 02270        | 02517    |
| Mortiers               | 213    | 02270        | 02529    |
| Nouvion-et-Catillon    | 500    | 02270        | 02559    |
| Nouvion-le-Comte       | 275    | 02800        | 02560    |
| Pargny-les-Bois        | 137    | 02270        | 02591    |
| Pouilly-sur-Serre      | 504    | 02270        | 02617    |
| Remies                 | 230    | 02270        | 02638    |
| Verneuil-sur-Serre     | 253    | 02000        | 02787    |

## Biến động dân số
| 1962                                                     | 1968  | 1975  | 1982  | 1990  | 1999  |
| -------------------------------------------------------- | ----- | ----- | ----- | ----- | ----- |
| 7 187                                                    | 7 808 | 7 588 | 7 735 | 7 857 | 7 757 |
| Nombre retenu à partir de 1962 : dân số không tính trùng |       |       |       |       |       |